# Spy Kids (série de films)
 Pour plus de détails, voir Fiche technique et Distribution
Spy Kids ou Espions en herbe au Québec est une tétralogie américaine réalisée par Robert Rodriguez et composée de quatre films.
Un reboot sous forme de série d'animation, Spy Kids : Mission critique, est diffusé en 2018 sur Netflix. Un autre reboot en film, Spy Kids: Armageddon, sort en 2023.

## Films
Spy Kids
Ingrid et Gregorio Cortez, deux ex-agents secrets réputés, ont abandonné le métier pour la chose la plus chère à leurs yeux : leurs enfants Carmen et Juni Cortez. Ignorant le passé de leurs parents et pensant qu'ils ne peuvent comprendre la nouvelle culture des jeunes, Carmen sèche les cours et Juni s'invente des amis imaginaires repris de l'univers de la série télévisée Floop et ses Fooglies pour échapper à sa dure vie : rejeté par sa sœur et malmené par un garçon de sa classe.
Dans la série Floop, les Fooglies sont des espèces de personnages en pâte à modeler. Cependant, le passé de leurs parents va vite remonter jusqu'à leurs oreilles lorsque les deux agents ont repris du service après que plusieurs agents de l'OSS (Organization of Super Spies) ont disparu. Les enfants sont projetés dans le monde des espions pour sauver leurs parents, c'est aussi pour Juni l'occasion de rencontrer le grand Floop ainsi que ses Fooglies.
Spy Kids 2 : Espions en herbe
Alors que les deux jeunes espions Carmen et Juni Cortez sont invités à une soirée de l'OSS, le Transmuteur, un objet précieux appartenant à l'OSS est volé. Deux autres agents secrets de l'OSS sont envoyés pour récupérer l'objet, Gary et Gerti. Mais Carmen et Juni vont partir eux aussi en mission, une grosse surprise les attend...
Spy Kids 3 : Mission 3D
Juni Cortez, a démissionné. S'estimant trahi, il refuse désormais de travailler pour l'OSS. Pourtant, lorsque le garçon apprend que sa sœur, Carmen, est en danger, il n'hésite pas. Pour avoir tenté de percer le diabolique secret d'un jeu vidéo qui capture l'esprit de ceux qui perdent, la jeune fille en est restée prisonnière. Ce jeu-événement, le bien nommé Game Over, sera mis en vente dans quelques heures. Derrière cette arme aussi sournoise que redoutable se cache le Toymaster 1, créateur génial qui s'apprête à prendre le contrôle du cerveau de tous les jeunes de la planète. Pour Juni, il n'y a pas une seconde à perdre. Afin de sauver sa sœur et l'avenir du monde, il doit gagner la partie, et il ne peut le faire que de l'intérieur.
Spy Kids 4 : Tout le temps du monde
Rebecca et Cyril Wilson sont des jumeaux, fille et garçon du reporter Wilbur Wilson. Ce dernier est marié à Marissa Cortez, sans savoir qu'elle est un ancien agent de l'OSS (Organization of Super Spies). L'OSS est devenu l'agence d'espions n°1 depuis la fermeture de la division Spy Kids. Alors qu'un méchant Oni surnommé le « Timekeeper » menace la Terre, Marissa est rappelée par le chef de l'OSS. Cyril et Rebecca sont alors recrutés par l'agence et doivent faire équipe malgré leurs différends avec leur belle-mère. Ils seront aidés par Juni et Carmen Cortez, anciens agents Spy Kids.
Spy Kids: Armageddon
Lorsque les enfants des plus grands agents secrets du monde aident involontairement un puissant développeur de jeux vidéo à libérer un virus informatique qui lui donne le contrôle de toutes les technologies, ils doivent devenir des espions eux-mêmes pour sauver leurs parents et le monde.

## Fiche technique
| Titre français             | Spy Kids                                         | Spy Kids 2 : Espions en herbe                    | Spy Kids 3 : Mission 3D                          | Spy Kids 4 : Tout le temps du monde              | Spy Kids: Armageddon                             |
| -------------------------- | ------------------------------------------------ | ------------------------------------------------ | ------------------------------------------------ | ------------------------------------------------ | ------------------------------------------------ |
| Titre original             | Spy Kids                                         | Spy Kids 2: Island of Lost Dreams                | Spy Kids 3-D: Game Over                          | Spy Kids: All the Time in the World              | Spy Kids: Armageddon                             |
| Titre québécois            | Espions en herbe                                 | Espions en herbe 2 : L'Île des rêves envolés     | Espions en herbe 3D: Fin du jeu                  | Espions en herbe 4 : Tout le temps du monde      | NC                                               |
| Réalisateur                | Robert Rodriguez                                 | Robert Rodriguez                                 | Robert Rodriguez                                 | Robert Rodriguez                                 | Robert Rodriguez                                 |
| Scénaristes                | Robert Rodriguez                                 | Robert Rodriguez                                 | Robert Rodriguez                                 | Robert Rodriguez                                 | Robert Rodriguez                                 |
| Scénaristes                |                                                  |                                                  |                                                  | Racer Max                                        |                                                  |
| Monteur                    | Robert Rodriguez                                 | Robert Rodriguez                                 | Robert Rodriguez                                 | Dan Zimmerman                                    | Robert Rodriguez                                 |
| Producteurs                | Robert Rodriguez                                 | Robert Rodriguez                                 | Robert Rodriguez                                 | Robert Rodriguez                                 | Robert Rodriguez                                 |
| Producteurs                | Elizabeth Avellan                                |                                                  |                                                  |                                                  |                                                  |
| Producteurs                | Harvey Weinstein (producteur délégué)            | Harvey Weinstein (producteur délégué)            | Harvey Weinstein (producteur délégué)            | Harvey Weinstein (producteur délégué)            | David Ellison                                    |
| Producteurs                | Bob Weinstein (producteur délégué)               | Bob Weinstein (producteur délégué)               | Bob Weinstein (producteur délégué)               | Bob Weinstein (producteur délégué)               | Racer Rodriguez                                  |
| Musique                    |                                                  |                                                  |                                                  |                                                  |                                                  |
| John Debney                | John Debney                                      |                                                  |                                                  | John Debney                                      |                                                  |
| Danny Elfman               |                                                  |                                                  | Rebecca Rodriguez                                | Rebel Rodriguez                                  |                                                  |
| Robert Rodriguez           |                                                  |                                                  |                                                  |                                                  |                                                  |
| Photographie               | Guillermo Navarro                                | Robert Rodriguez                                 | Robert Rodriguez                                 | Jimmy Lindsey                                    | Robert Rodriguez                                 |
| Dates de sortie États-Unis | 30 mars 2001                                     | 7 août 2002                                      | 25 juillet 2003                                  | 19 août 2011                                     | 22 septembre 2023 (sur Netflix)                  |
| Dates de sortie France     | 18 juillet 2001                                  | 1er janvier 2003                                 | 14 avril 2004                                    | pas sorti                                        | 22 septembre 2023 (sur Netflix)                  |
| Durée                      | 88 minutes                                       | 100 minutes                                      | 84 minutes                                       | 88 minutes                                       | 108 minutes                                      |
| Budget                     | 35 000 000 $                                     | 38 000 000 $                                     | 38 000 000 $                                     | 40 000 000 $                                     | NC                                               |
| Genres                     | espionnage, aventure, film pour enfants, comédie | espionnage, aventure, film pour enfants, comédie | espionnage, aventure, film pour enfants, comédie | espionnage, aventure, film pour enfants, comédie | espionnage, aventure, film pour enfants, comédie |
| Pays de production         | États-Unis                                       | États-Unis                                       | États-Unis                                       | États-Unis                                       | États-Unis                                       |
| Société de production      | Troublemaker Studios                             | Troublemaker Studios                             | Troublemaker Studios                             | Troublemaker Studios                             | Double R Productions                             |
| Distributeurs              | Dimension Films                                  | Dimension Films                                  | Dimension Films                                  | Dimension Films                                  | Netflix                                          |

## Distribution
| Personnage                  | Film             | Film                          | Film                    | Film                                |
| Personnage                  | Spy Kids         | Spy Kids 2 : Espions en herbe | Spy Kids 3 : Mission 3D | Spy Kids 4 : Tout le temps du monde |
| --------------------------- | ---------------- | ----------------------------- | ----------------------- | ----------------------------------- |
| Carmen Cortez               | Alexa Vega       | Alexa Vega                    | Alexa Vega              | Alexa Vega                          |
| Juni Cortez                 | Daryl Sabara     | Daryl Sabara                  | Daryl Sabara            | Daryl Sabara                        |
| Gregorio Cortez             | Antonio Banderas | Antonio Banderas              | Antonio Banderas        | (scène coupée)                      |
| Isador « Machete » Cortez   | Danny Trejo      | Danny Trejo                   | Danny Trejo             | Danny Trejo                         |
| Fegan Floop                 | Alan Cumming     | Alan Cumming                  | Alan Cumming            |                                     |
| Alexander Minion            | Tony Shalhoub    | Tony Shalhoub                 | Tony Shalhoub           |                                     |
| Ingrid Avellan-Cortez       | Carla Gugino     | Carla Gugino                  | Carla Gugino            |                                     |
| Felix Gumm                  | Cheech Marin     | Cheech Marin                  | Cheech Marin            |                                     |
| Donnagon Giggles            | Mike Judge       | Mike Judge                    | Mike Judge              |                                     |
| Gary Giggles                |                  | Matt O'Leary                  | Matt O'Leary            |                                     |
| Gerti Giggles               |                  | Emily Osment                  | Emily Osment            |                                     |
| Grandpa Valentin Avellan    |                  | Ricardo Montalban             | Ricardo Montalban       |                                     |
| Grandma Helga Avellan       |                  | Holland Taylor                | Holland Taylor          |                                     |
| Romero                      |                  | Steve Buscemi                 | Steve Buscemi           |                                     |
| Dinky Winks                 |                  | Bill Paxton                   | Bill Paxton             |                                     |
| Devlin                      | George Clooney   |                               | George Clooney          |                                     |
| M. Lisp                     | Robert Patrick   |                               |                         |                                     |
| Mme Gradenko                | Teri Hatcher     |                               |                         |                                     |
| Alexandra                   |                  | Taylor Momsen                 |                         |                                     |
| le Président des États-Unis |                  | Christopher McDonald          |                         |                                     |
| The Toymaker                |                  |                               | Sylvester Stallone      |                                     |
| Francesca "Cesca" Giggles   |                  |                               | Salma Hayek             |                                     |
| Demetra                     |                  |                               | Courtney Jines          |                                     |
| Arnold                      |                  |                               | Ryan Pinkston           |                                     |
| Francis                     |                  |                               | Bobby Edner             |                                     |
| Rez                         |                  |                               | Robert Vito             |                                     |
| "The Guy"                   |                  |                               | Elijah Wood             |                                     |
| Waterpark Girl              |                  |                               | Selena Gomez            |                                     |
| Rebecca Wilson              |                  |                               |                         | Rowan Blanchard                     |
| Cecil Wilson                |                  |                               |                         | Mason Cook                          |
| Marissa Cortez Wilson       |                  |                               |                         | Jessica Alba                        |
| Wilbur Wilson               |                  |                               |                         | Joel McHale                         |
| The Timekeeper              |                  |                               |                         | Jeremy Piven                        |

## Accueil

### Critique
| Films                               | Rotten Tomatoes     | Metacritic            | Allociné             |
| ----------------------------------- | ------------------- | --------------------- | -------------------- |
| Spy Kids                            | 93% (128 critiques) | 71/100 (27 critiques) | 3,4⁄5 (18 critiques) |
| Spy Kids 2 : Espions en herbe       | 75% (135 critiques) | 66/100 (29 critiques) | 3,7⁄5 (9 critiques)  |
| Spy Kids 3-D: Game Over             | 45% (141 critiques) | 57/100 (30 critiques) | 2,7⁄5 (12 critiques) |
| Spy Kids 4 : Tout le temps du monde | 23% (61 critiques)  | 37/100 (14 critiques) | non noté             |
| Spy Kids: Armageddon                | 54% (35 critiques)  | 55/100 (10 critiques) | non noté             |

### Box-office
| Films                               | Année  | Recettes au box-office | Recettes au box-office | Recettes au box-office | Entrées France | Budget        | Réf(s) |
| Films                               | Année  | États-Unis/ Canada     | Reste du monde         | Mondial                | Entrées France | Budget        | Réf(s) |
| ----------------------------------- | ------ | ---------------------- | ---------------------- | ---------------------- | -------------- | ------------- | ------ |
| Spy Kids                            | 2001   | 112 719 001 $          | 35 215 179 $           | 147 934 180 $          | 281 885        | 35 000 000 $  | ,      |
| Spy Kids 2 : Espions en herbe       | 2002   | 85 846 429 $           | 33 876 929 $           | 119 723 358 $          | 438 820        | 38 000 000 $  | ,      |
| Spy Kids 3 : Mission 3D             | 2003   | 111 761 982 $          | 85 339 696 $           | 197 101 678 $          | 482 249        | 32 500 000 $  | ,      |
| Spy Kids 4 : Tout le temps du monde | 2011   | 38 538 188 $           | 47 026 122 $           | 85 564 310 $           | non sorti      | 27 000 000 $  | [ 21 ] |
| Totaux                              | Totaux | 348 865 600            | 201 457 926            | 550 323 526            | 1 202 954      | 132 500 000 $ | [ 22 ] |